# Actio honoraria
Die actio honoraria war im römischen Recht eine durch das Amtsrecht der Magistrate, vornehmlich durch das Edikt des Prätors, geschaffene Klage.
Im römischen Recht fragte der Ratsuchende nicht an, ob ihm aufgrund eines streitigen Sachverhalts ein Recht zustünde, vielmehr prüfte der Prätor, ob eine der konkret profilierten und streng vorformulierten Verfahrensformeln auf das Anliegen des Ratsuchenden passte. Aus der ausgewählten actio wurde dann das verfolgbare Klagerecht hergeleitet. Über abstrakte Rechtsbegriffe wurden die Klagegegenstände hingegen nicht bestimmt. 
In der Hauptsache bestimmten sich Prozesse aus zwei Rechtsschutzmotiven heraus. Einerseits waren das die actiones in personam, die Verwendung fanden, um obligatorische Leistungspflichten zu verfolgen, und andererseits waren das die actiones in rem, mit denen dingliche Ansprüche verfolgt wurden, so etwa Herausgabeansprüche von Sachen. Aus diesen beiden Kerngedanken – die Unterscheidung von Schuld- und Sachenrecht wurde in die Moderne fortgetragen – hatten sich Klagbestimmungen für konkrete Einzelfälle erst entwickelt.
Auch die Rechtsquellen für die Klagen unterschieden sich. Viele Klagearten waren bereits durch das römische Zivilrecht bestimmt und anerkannt (Gesetzgebung der XII Tafeln). Im weiteren Verlauf entwickelte sich während der römischen Republik das (honorarrechtliche) System der prätorischen actiones honorariae, so etwa die actio Publicana. Honorarrecht war aus eigener Macht der Prätoren geschaffenes Recht. Die Spruchformeln lehnten sich teilweise als actiones ficticiae an die zivilen Verfahrensvoraussetzungen an, so etwa die Formeln der adjektizischen Klagen.